# Reuben Gabriel
Reuben Shalu Gabriel (Kaduna, 25 september 1990) is een Nigeriaans voetballer die doorgaans speelt als middenvelder. In juli 2025 verliet hij Shabab Al Sahel. Gabriel maakte in 2010 zijn debuut in het Nigeriaans voetbalelftal.

## Clubcarrière
Gabriel begon zijn carrière in zijn vaderland, waar hij speelde voor Kaduna United, Enyimba en Kano Pillars. In 2013 verkaste de verdedigende middenvelder, die in oktober 2012 verkozen werd tot beste speler van de Nigeriaanse competitie, naar het Schotse Kilmarnock, waar hij ging samenspelen met landgenoten Rabiu Ibrahim en Papa Idris. Op 7 december 2013 maakte Gabriel zijn competitiedebuut voor de Schotse club, toen er met 1-2 gewonnen werd op bezoek bij Ross County. De Nigeriaan begon in de basis en werd ruim een kwartier voor einde van het duel naar de kant gehaald door zijn coach. Eind november maakte Gabriel bekend dat hij wilde vertrekken bij de club. Op 2 januari 2014 werd bekend dat de Nigeriaan ook daadwerkelijk vertrok bij Kilmarnock. Op 23 januari 2014 ondertekende Gabriel een verbintenis voor de duur van anderhalf jaar bij Waasland-Beveren. Dit contract maakte Gabriel echter niet vol, want in juli van datzelfde jaar vertrok hij weer. Na drie maanden tekende de Nigeriaan voor Boavista. In 2016 verkaste Gabriel naar AS Trenčín, na twee jaar in Portugese dienst. KuPS werd in maart 2017 de nieuwe werkgever van de Nigeriaan. Twee jaar later ging Gabriel voor Najran SC spelen en medio 2019 verkaste hij naar Abha Club. Hier ging hij in februari 2020 weg. Hierna zat hij vier jaar zonder club, waarop hij tekende voor Shabab Al Sahel.